# AM Eagle American Eaglet
Dimensions
L’AM Eagle American Eaglet est un planeur américain léger destiné à la construction amateur.
Dessiné par Larry Haig, ce monoplace, dont le premier vol remonte à 1975, est reconnaissable à son fuselage, formé d’une courte nacelle en fibre de verre prolongée par un poutre en aluminium supportant un empennage en V inversé. L’aile est réalisée en fibre de verre et toile enduite. Reposant sur une roue escamotable, il est doté de ‘spoilerons’ contrôlant à la fois le taux de descente et le roulis. 
Au moins 26 exemplaires construits.